# Eldalondë
Eldalondë es un puerto marítimo de Númenor creado por el escritor británico
J. R. R. Tolkien para las historias de su legendarium.

## Significado del nombre

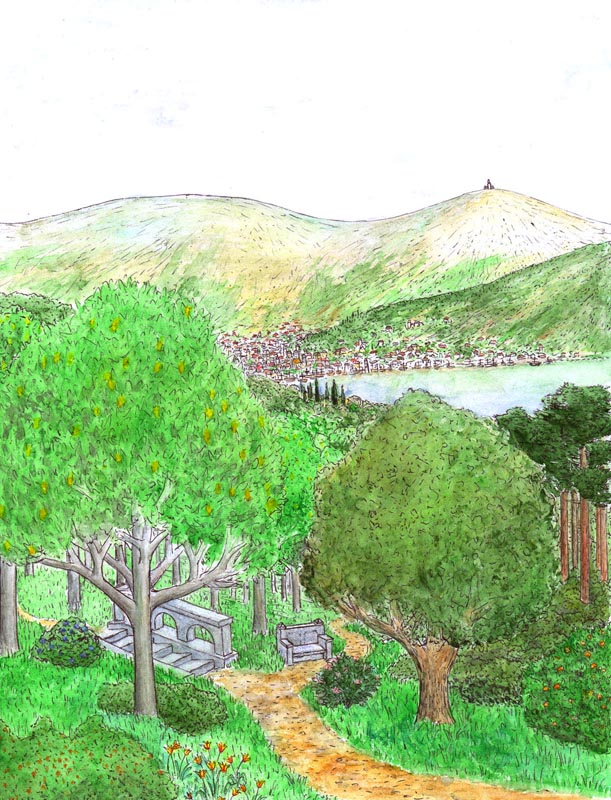
Los Nísimaldar, con Eldalondë al fondo.

Eldalondë significa ‘refugio de los elfos’ en quenya.

## Ubicación
Este importante puerto se encontraba en la región de Andustar, en el centro de la bahía de Eldanna, en la desembocadura  del río Nunduinë. Era considerado el más hermoso pueblo de Númenor, Eldalondë el Verde; y era allí, en días tempranos, donde iban muy a menudo los rápidos navíos blancos de los eldar de Eressëa.
En torno a ese puerto, desde las cuestas que daban al mar y tierra a dentro, crecían los árboles siempre verdes 
y fragantes traídos del Oeste conocidos como los nísimaldar, y tanto medraban allí que el sitio, decían los eldar, era casi tan bello como un puerto de Eressëa.